# King Kong Groover
King Kong Groover è il secondo album del gruppo musicale inglese Babylon Zoo.

## Tracce
Tutti i brani sono scritti da Jas Mann eccetto dove segnato diversamente
1. All the Money's Gone
2. Manhattan Martian
3. Honaloochie Boogie (Ian Hunter/Mick Ralphs)
4. Honeymoon in Space
5. Stereo Superstar
6. Chrome Invader
7. Bikini Machine
8. Are You a Boy or a Girl
9. Hey Man
10. Aroma Girl
11. Cosmic Dancer (Marc Bolan) (Japanese version only)
12. The Boy with the X-Ray Eyes (Armageddon Babylon mix) (Japanese version only)